# Josyf Slipyj
Jósyf Slipyj (en ucraniano Йо́сиф Сліпи́й) (Zázdrist, 17 de febrero de 1892 - Roma, 7 de septiembre de 1984) fue un sacerdote ucraniano, arzobispo mayor de la Iglesia greco-católica de Ucrania y cardenal de la Iglesia católica. Preso del régimen soviético, fue finalmente liberado debido a la presión de la Santa Sede y los Estados Unidos para participar en el Concilio Vaticano II. Su vida sirvió de inspiración al escritor Morris West para el argumento de su novela Las sandalias del pescador.[cita requerida]

## Juventud y consagración
Nació en la aldea de Zázdrist, Galitsia (en el actual raión de Terebovlya de óblast de Ternópil), entonces parte de la llamada Cisleitania del Imperio Austrohúngaro. Estudió en el seminario greco-católico de Lviv y en la Universidad de Innsbruck, en Austria, antes de ser ordenado sacerdote el 30 de junio de 1917. Entre 1920 y 1922 estudió en el Pontificio Instituto Oriental de Roma y en la Pontificia Universidad Gregoriana. Regresó a Lviv, entonces parte de la Segunda República de Polonia y fue profesor en el seminario, llegando a ser su rector.
El 22 de diciembre de 1939, con la bendición del papa Pío XII, Slipyj fue consagrado arzobispo de Lviv con derecho de sucesión. Llevó a cabo la consagración el obispo metropolitano Andrey Sheptytsky, en secreto, debido a la presencia soviética y a la situación política del momento. A la muerte del metropolitano, Slipyj se convirtió en líder religioso de la Iglesia greco-católica ucraniana, el 1 de noviembre de 1944.

## Detención y encarcelamiento
Tras la conquista de Lviv por el Ejército Rojo, Slipyj lamentó en una carta al clero de la ciudad, fechada el 23 de noviembre de 1944, la victoria del comunismo en Ucrania. Slipyj fue detenido junto con otros obispos en 1945 por la NKVD y condenado a reclusión, supuestamente por colaboración con el régimen nazi durante la ocupación alemana. Éste fue el primer paso en la liquidación prevista de la Iglesia greco-católica ucraniana por parte de las autoridades soviéticas. Después de ser encarcelado en Moscú, Kiev y Lviv, un tribunal soviético lo condenó a ocho años de trabajos forzados en un gulag de Siberia.
En este momento, las autoridades soviéticas obligaron a convocar una asamblea de 216 sacerdotes, el 9 de marzo de 1946 y el día siguiente, el llamado "Sínodo de Lviv", que se celebró en la Catedral de San Jorge. La Unión de Brest, el concilio interno en el que la Iglesia greco-católica ucraniana entró formalmente en comunión eclesiástica con la Santa Sede, fue revocada y se proclamó su unión con la Iglesia ortodoxa rusa. Pronto empezaron a circular escritos de Slipyj desde la prisión. En 1957, el papa Pío XII le envió una carta de felicitación en el 40 aniversario de su ordenación sacerdotal. Fue confiscada, como todos sus escritos, y fue condenado a siete años más de prisión.

## Liberación y trabajo posterior
El 23 de enero de 1963, fue liberado por la administración de Nikita Jrushchov después de la presión del papa Juan XXIII y del presidente de Estados Unidos John F. Kennedy, por lo que Slipyj llegó a Roma a tiempo para participar en el Concilio Vaticano II.
En 1949, había sido secretamente creado cardenal (In pectore) por Pío XII, pero en 1965 fue proclamado públicamente y nombrado cardenal de San Atanasio. En aquel momento era el cuarto cardenal en la historia de la Iglesia greco-católica ucraniana. A partir de 1969 muchos obispos ucranianos pidieron que Slipyj fuera nombrado Patriarca, pero el papa Pablo VI rechazó la propuesta y, en su lugar, creó el puesto de arzobispo mayor y nombró a Slipyj su primer titular.
En 1977, Slipyj consagró a Iván Choma, Stepán Czmil y Lubomyr Husar obispos sin la aprobación del papa, en un acto con aspiraciones patriarcales. Estas consagraciones causaron mucha molestia a la curia romana, pues las consagraciones episcopales sin permiso papal se consideran ilícitos en el Derecho Canónico romano pero no en el propio de las Iglesias orientales.
Slipyj murió en Roma el 7 de septiembre de 1984. Después de la disolución de la Unión Soviética, sus reliquias fueron trasladadas a la Catedral de San Jorge de Lviv en 1992. Ha sido introducida su causa de canonización en Roma.
Después de cumplir 18 años de prisión, a la edad de 72 años comenzó de cero: vivió más de 20 años fructíferos, construyó la Catedral de Santa Sofía y abrió la Universidad Católica Ucraniana en Roma.

## Las sandalias del pescador
La vida de Slipyj inspiró al escritor australiano Morris West para el argumento de su novela Las sandalias del pescador. El protagonista de la novela es Kiril Pavlovich Lakota, arzobispo metropolitano de Lviv, que es liberado por el premier soviético después de veinte años en un campo de trabajo de Siberia. Es enviado a Roma, donde un anciano papa le crea cardenal. El pontífice muere y Lakota es elegido papa, tomando el nombre Kiril I (usando su nombre bautismal como nombre papal). Como líder de la Iglesia católica, se ve inmerso en una grave crisis dentro de la Guerra Fría. La novela fue un gran éxito editorial y tuvo su versión cinematográfica en 1968, protagonizada por Anthony Quinn como Lakota y Laurence Olivier como el Premier soviético. Fue nominada a dos Premios Oscar.